# تشارلي كارمان
تشارلي كارمان (بالإنجليزية: Charlie Carman)‏ هو لاعب كرة قدم أمريكية أمريكي، ولد في 13 يناير 1895 في مقاطعة منيري في الولايات المتحدة، وتوفي في 30 أكتوبر 1976 في سانت بيترسبرغ في الولايات المتحدة.

## وصلات خارجية
- تشارلي كارمان على موقع مرجع كرة القدم المحترفة.كوم (الإنجليزية)